# BMW 8-serie
De BMW 8-serie (codenaam E31) is een 2-deurs 2+2 coupé aangedreven door een V12-motor en later ook een V8. De wagen werd geproduceerd door de Duitse autofabrikant BMW van 1989 tot 1999.
Hoewel de nieuwe coupé de E24 6-serie verving, is het een misvatting dat de 8-serie een directe opvolger is van de 6-serie. Met een aanzienlijk hogere aanschafprijs, verbeterde prestaties en luxe richtte BMW de wagen op een geheel andere doelgroep. De 8-serie moest de concurrentie aan gaan met de Mercedes-Benz SL en Porsche 928 – een terrein waar BMW tot dan toe niet actief was. Om deze opzet kracht bij te zetten rustte BMW de 850i uit met een aantal technologische primeurs zoals het elektronische gaspedaal en de koppeling van een 6-versnellingsbak aan een V12-motor.
Initieel werd de wagen enthousiast ontvangen door pers en publiek. Tijdens de Internationale Automobil-Ausstellung (IAA) in Frankfurt waar de BMW 850i in september 1989 voor het eerst werd voorgesteld aan het publiek werden niet minder dan 5.000 bestellingen geplaatst voor de nieuwe coupé. Toch werd de E31 niet het succes waar BMW op gehoopt had. Door de wereldwijde recessie begin jaren 90, de Golfoorlog en de piekende brandstofprijzen bleven de verkopen uit. Ook de introductie van nieuwe modellen in de 8-serie kon het tij niet doen keren. Na 10 jaar en 30.621 gebouwde exemplaren werd de productie in mei 1999 stopgezet.
Op 25 mei 2017 verschenen de eerste foto's van de Concept 8 Series op een Belgische website. Een dag later onthulde BMW zelf de concept tijdens het Concorso d’Eleganza Villa d’Este en werd duidelijk dat een nieuwe 8 Serie snel op de markt zou verschijnen. Ook een M8 staat op het programma terwijl BMW met de M8 GTE in 2018 zijn terugkeer naar het WEC zal vieren.

## Geschiedenis
BMW koesterde al enkele jaren ideeën in de richting van een topklasse coupé en uiteindelijk werd in 1984 het licht op groen gezet voor project codenaam E31 – een sportieve en luxueuze coupé die BMW een plaats tussen de gevestigde waarden zoals de Mercedes-Benz SL en Porsche 928 moest bezorgen. BMW spaarde zich kosten noch moeite om dit doel te bereiken. Het eerste rijdende prototype kostte niet minder dan 2 miljoen Duitse mark (€ 1.000.000) en elk van de 100 volgende testvoertuigen waren niet veel goedkoper. De ontwikkelingskosten van de 850i alleen al worden geraamd op 1 miljard Duitse mark (€ 500.000.000).
Voor het ontwerpen van de zelfdragende carrosserie maakte BMW gebruik van CAD – op dat moment nog hoogst ongebruikelijk. Dit liet BMW toe gewicht te besparen zonder in te boeten aan sterkte en stijfheid van de constructie. Ondanks de grotere afmetingen en de verbeterde veiligheidsaspecten is de carrosserie van de 8-serie 3 kg lichter dan die van de E24 6-serie en tegelijk beduidend stijver. Dit gewichtsvoordeel werd wel volledig tenietgedaan door de zware 5 liter V12-motor en luxueuze uitrusting waardoor de 850i met 1.790 kg uiteindelijk toch nog ongeveer 300 kg zwaarder werd dan de E24. De latere 850Ci woog zelfs 1955 kg. Samen met de CAD-ontwikkeling zorgden windtunneltesten voor een luchtweerstand Cw van 0,29 wat een aanzienlijke verbetering was ten opzichte van de 0,39 van de E24 6-serie.
Door de rijke comfortuitrusting dreigde een aanzienlijk deel van het gewicht van de wagen te bestaan uit bedrading. Om dit te vermijden werd de 8-serie als eerste wagen uitgerust met een netwerk. Hierdoor kon de bedrading met ongeveer de helft verminderd worden.
De 850i is de eerste seriewagen waar een 6-versnellingsbak gekoppeld werd aan een V12-motor. Ook nieuw was het gebruik van een elektronisch drive-by-wire gaspedaal. Hierbij is de klassieke koppeling met stangen of kabels tussen gasklep en gaspedaal vervangen door een elektronische variant. Dit maakt een eenvoudigere en betrouwbaardere implementatie van cruisecontrol, tractiecontrole en toerentalbegrenzing mogelijk.
Samen met de BMW Z1 was de 850i een van de eerste BMW-modellen uitgerust met een multi-link-ophanging.
Bij de voorstelling van de 850i aan het publiek in 1989 nam de verkoop een vliegende start. Tijdens de 8 dagen durende Internationale Automobilausstellung in Frankfurt werden 5.000 exemplaren besteld. Maar al na enkele jaren viel de verkoop fors terug. De verkoop in 1992 was nog maar een kwart in vergelijking met die van 1991. Als oorzaken worden de wereldwijde recessie, de Golfoorlog en de piekende brandstofprijzen aangeduid. Maar de internationale autopers bekritiseerde ook het hoge gewicht van de 850i. Ondanks de krachtigere motor moest de wagen inboeten aan sportiviteit ten opzichte van de 6-serie.
Om het tij te keren introduceerde BMW in 1992 en 1993 twee nieuwe modellen. Enerzijds de 850CSi, ontwikkeld door BMW M (BMW Motorsport), die de 8-serie op prestatievlak weer op de kaart zette en anderzijds de 840Ci – een goedkoper instapmodel uitgerust met een 4 liter V8-motor in plaats van de V12. Rond diezelfde periode werd de naamgeving van de 850i gewijzigd naar 850Ci voor meer gelijkvormigheid met de nieuw geïntroduceerde modellen. Maar ook deze nieuwe modellen konden de verkoopcijfers nauwelijks verbeteren. Na 10 jaar werd de productie in mei 1999 gestaakt. Er werden in totaal 30.621 exemplaren gebouwd – ver onder de verwachte honderdduizenden exemplaren die BMW zich tot doel gesteld had.
Naast de 850i, 850Ci, 850CSi en 840Ci werden ook modellen ontwikkeld die nooit het productie- of verkoopsstadium hebben bereikt. De 830i moest in 1992 een goedkoop alternatief bieden voor de 850i. De 3 liter V8-motor werd echter te licht bevonden, en de 840Ci met 4 liter V8 in de plaats gekozen. Tijdens de introductiejaren van de 8-serie koesterde BMW ook plannen om zich, net zoals 10 jaar eerder met de BMW M1, te meten met supersportwagens als Ferrari. Deze wagen zou gebouwd worden op het platform van de 8-serie en de naam M8 krijgen. Er werd slechts één prototype gebouwd alvorens het project door BMW geannuleerd werd omdat er naar verluidt geen markt voor was.
Hoewel de 8-serie net als de BMW M1 uitgedraaid is op een commerciële mislukking voor BMW, heeft de wagen wel een aanzienlijke impact nagelaten op het autolandschap. Het elektronische gaspedaal en het gebruik van een netwerk om de hoeveelheid bedrading te verminderen vindt men terug in nagenoeg alle hedendaagse seriewagens. Ook het gebruik van CAD-programma's bij de ontwikkeling van een moderne seriewagen is niet meer weg te denken.

## Modellen
De 8-serie omvatte aanvankelijk slechts één model – de 850i. Later werden nieuwe modellen geïntroduceerd om andere doelgroepen aan te spreken. Sommige van deze modellen werden nooit geproduceerd of verkocht.

### 830i
De 830i was bedoeld als goedkoper instapmodel voor de 8-serie maar werd uiteindelijk nooit in productie genomen. Als krachtbron werd gekozen voor een M60B30 3 liter V8, maar deze werd te licht bevonden voor de zware 8-serie. De 18 gebouwde prototypes werden vernietigd.

### 840Ci

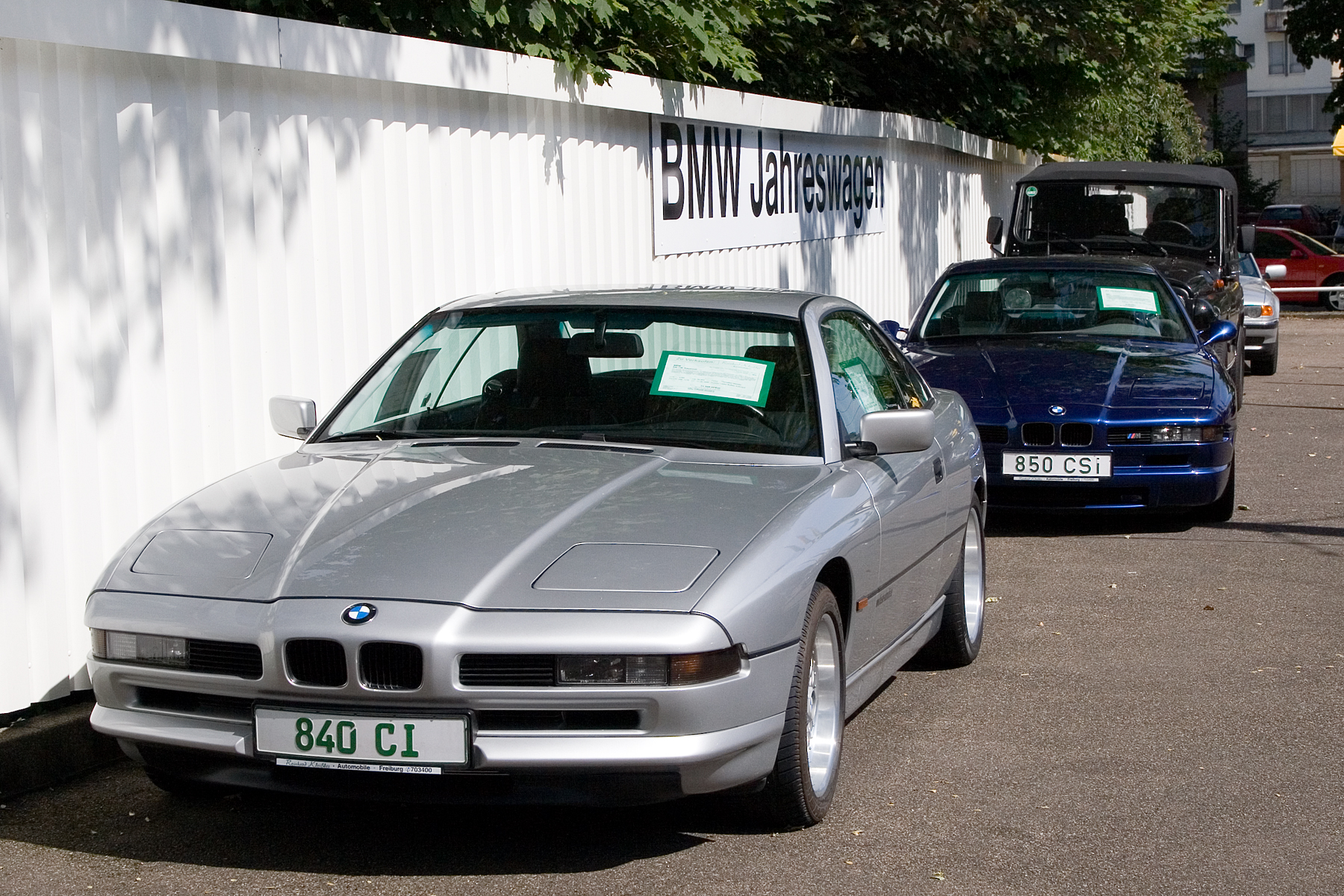
BMW 840Ci met op de achtergrond een 850CSi

Door dalende verkoopscijfers in 1992 wilde BMW de 8-serie terug aantrekkelijker maken met een goedkoper model. De 830i met 3 liter V8 werd niet goed genoeg bevonden en dus introduceerde BMW in 1993 de 840Ci waarbij de krachtbron werd vervangen door een M60B40 4 liter V8 die 286 pk produceert en 400 Nm koppel oplevert. Gedurende 1995 tot begin 1996 werd deze motor uitgefaseerd voor de M62B44 4,4 liter V8 met een gelijk vermogen maar iets groter koppel (420 Nm) en lager brandstofverbruik. De 840Ci was beschikbaar zowel handgeschakeld als met automaat hoewel in de Verenigde Staten enkel de automaat verkrijgbaar was.
De 840Ci was uiterlijk enkel te onderscheiden van de 850i en 850Ci door de ronde in plaats van vierkante uitlaatsierstukken. De 850CSi heeft weliswaar ook ronde sierstukken, maar een afwijkend aerodynamisch pakket. In sommige landen werd dit aerodynamisch pakket na het stopzetten van de 850CSi-productie ook aangeboden op de 840Ci zodat het identificeren van het type niet altijd even eenvoudig is.
De eerste generatie 840Ci met M60-motorblok heeft een slechte reputatie gekregen door het zogenaamde Nikasil-probleem. BMW gebruikte een Nikasil-coating op de cilinderwanden. In bepaalde delen van de Verenigde Staten maar ook het Verenigd Koninkrijk werd echter benzine van lagere kwaliteit gebruikt die hoge concentraties zwavel bevatte. Dit tastte de Nikasil-coating aan waardoor de motoren vroegtijdig stuk gingen. In een tegemoetkoming naar de gedupeerde eigenaars verving BMW de motoren en vaardigde een kosteloze bijkomende 4 tot 6 jaar of 160.000 km garantie uit. Latere revisies van de M60 gebruikten een Alusil-legering voor het motorblok waarbij deze problemen niet optreden.

### 850i
De 850i is de eerste telg uit de 8-serie. Ten tijde van de introductie in 1989 was de 850i een van de meest geavanceerde wagens op de markt. De wagen is uitgerust met een M70B50 5 liter V12-motor, goed voor een vermogen van 300 pk en 450 Nm koppel. De 850i was verkrijgbaar met een handgeschakelde 6-versnellingsbak of een 4-traps automaat.

### 850Ci
Bij de introductie van de 8-serie liet BMW de C in de modelnaamgeving achterwege waarmee het merk traditioneel coupés aanduidde (2000CS, 630CS,...). Toen in 1992 een nieuw topmodel in de 8-serie werd voorgesteld – de 850CSi – verscheen de C terug in de naamgeving naar analogie met het topmodel uit de voorgaande E24 6-serie – de 635CSi. Om gelijkvormigheid in de naamgeving te brengen en om een duidelijker onderscheid met de sedans te maken, veranderde BMW in 1993 de naamgeving van 850i naar 850Ci. Ook de later dat jaar geïntroduceerde 840Ci kreeg de vertrouwde coupéaanduiding in de modelnaam.
In 1998 begon BMW met het uitfaseren van de M70 motor. In de plaats kwam de modernere M73B54 5,4 liter V12 die 326 pk en 490 Nm koppel produceerde. Veranderingen in deze motor waren het gebruik van klopsensoren, minder storingsgevoelige elektronische gaskleppen en compatibiliteit met OBD-II wat vanaf 2001 verplicht zou zijn voor de Amerikaanse markt. Opmerkelijk is dat de M73 850Ci niet langer beschikbaar was met handgeschakelde versnellingsbak waar dat bij de M70 850i en 850Ci wel nog een optie was.

### 850CSi
Hoewel de autopers initieel erg lovend was over de 8-serie, kwam er al gauw kritiek op de prestaties die leden onder het hoge gewicht van de wagen. Men verwachtte een sportieve coupé zoals de E24 6-serie, maar BMW ontwikkelde een luxueuze en comfortabele autosnelwegkruiser. Een project voor een supersportwagen op het platform van de 8-serie – de M8 – werd al kort na de introductie van de 850i geannuleerd. Om toch tegemoet te komen aan de kritiek en zo de 8-serie weer aantrekkelijker te maken, kreeg BMW M de opdracht om de 8-serie sportiever te maken.
Om dit doel te bereiken ontwikkelde BMW M een nieuwe motor gebaseerd op de M70 uit de 850i – de S70B56 5,6 liter V12 met 380 pk en 550 Nm koppel. Deze motor was enkel leverbaar in combinatie met de handgeschakelde Getrag 6-versnellingsbak. Het differentieel werd vervangen door een gelimiteerd slipdifferentieel voorzien van een eigen oliekoeler. Ook de motor kreeg een extra oliekoeler. Door de zware V12 in de neus was de 850i erg onderhevig aan onderstuur. BMW M herzag de hele ophanging en door ongeveer 70% stuggere veren, 1,5–4 mm dikkere torsiestangen, een 15 mm verlaging van de wagen en beduidend bredere banden werd het rijgedrag veel neutraler, nauwkeuriger en directer. Ook het stuurhuis werd vervangen door een door BMW M ontwikkelde snelheidsafhankelijke Servotronic stuurbekrachtiging waardoor de stuurrespons aanzienlijk verbeterde. Het remsysteem van de 850i werd vervangen door een BMW M systeem met 4 geventileerde schijven – vooraan 345 mm groot. Daarnaast kreeg de wagen een aangepast aerodynamisch pakket wat de stabiliteit bij hoge snelheden verbeterde. Maar een van de meest in het oog springende veranderingen was AHK – een actieve vierwielsturing die de stabiliteit in bochten spectaculair verbeterde.
Het resultaat was de 850CSi die in 1992 zijn debuut maakte en door de autopers ontvangen werd als de wagen die de 850i had moeten zijn.
Helaas voor BMW kwam de 850CSi te laat en bovendien was de nieuwste telg in de 8-serie fors duurder dan de 850i. Meer dan een korte opflakkering van de verkoop zat er niet in. Vanaf 1994 werden elk jaar minder wagens in de 8-serie verkocht. In 1996, amper 4 jaar na introductie werd de productie van de 850CSi gestaakt. Vanaf 1997 golden strengere emissienormen waaraan de 850CSi niet voldeed. In de Verenigde Staten stopte de levering al een jaar eerder omwille van de verplichte OBD-II-compatibiliteit die niet zonder zware inspanningen mogelijk was met de S70. Er werden slechts 1.510 exemplaren gebouwd – waarvan 225 met mindere uitrusting voor de Amerikaanse markt. De S70B56 motor heeft het laagste productieaantal van alle BMW seriemotoren.

#### AHK
Een van de meest opmerkelijke systemen op de 850CSi is AHK (Aktive Hinterachskinematik) – een systeem waarbij de achterwielen in beperkte mate kunnen meesturen om zo de stabiliteit te verhogen. Dit soort vierwielsturing was niet nieuw. Honda bijvoorbeeld paste het al toe op de Prelude, maar het was wel een primeur bij BMW-wagens en het systeem wist te overtuigen door indrukwekkende prestaties.
Als een wagen met een constante snelheid voortbeweegt bevindt het zwaartepunt zich ergens centraal in de wagen. Wanneer nu een bocht genomen wordt dwingen de sturende voorwielen de wagen in de bocht, maar door inertie wil het zwaartepunt de voorgaande richting blijven volgen. Daardoor verplaatst het zwaartepunt zich weg van de rustpositie en ontstaat er een gewichtsverplaatsing in de wagen. Omdat in een bocht de voorwielen steeds wegsturen van de momentele richting blijft het zwaartepunt naar buiten gedrukt. Bij hoge snelheid kan de kracht die ontstaat door deze gewichtsverplaatsing de achterwielen naar buiten drijven. Hierdoor maakt de as van de wagen een hoek met de rijlijn – de sliphoek. Uit deze situatie ontstaat overstuur. Bij onderstuur volstaat het doorgaans om gas terug te nemen om de wagen te stabiliseren – een natuurlijke reactie van automobilisten in onverwachte situaties. Bij overstuur echter verergert gas terug nemen het effect. Daardoor wordt onderstuur als veiliger beschouwd dan overstuur.

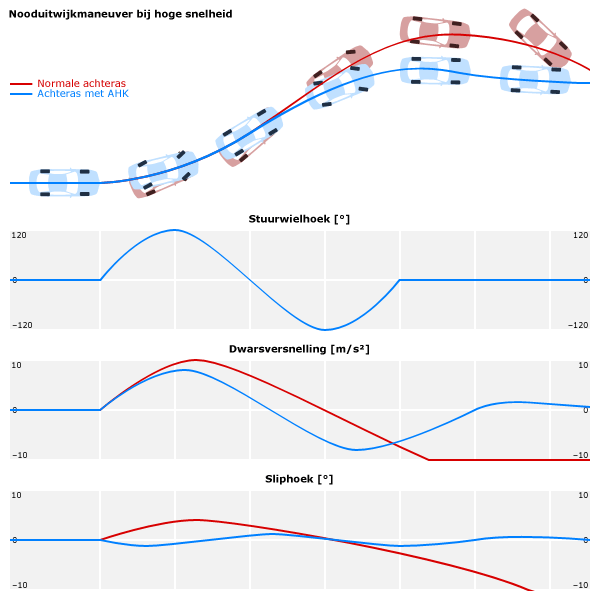
Nooduitwijkmanoeuvre bij hoge snelheid

De door BMW gebruikte multi-link-ophanging gaat overstuur tegen door de opbouwende kracht de achterwielen een weinig parallel te laten meesturen met de voorwielen. AHK gaat verder op dit idee, maar waar de standaard multi-link-ophanging volledig passief werkt is AHK een computergestuurd hydraulisch systeem dat de achterwielen actief kan sturen. Daardoor kan AHK ingrijpen nog voor de krachten opgebouwd zijn en laat het systeem ook grotere correcties toe. Door het meesturen van de achterwielen wordt de achterkant van de wagen in de richting van de bocht gedwongen waardoor de sliphoek verkleint. Bijgaande figuur toont een nooduitwijkmanoeuvre bij hoge snelheid. De wagen zonder AHK bouwt bij links insturen meteen een toenemende sliphoek op terwijl het snelle ingrijpen van het AHK-systeem ervoor dat de sliphoek daar klein blijft. Door de grote sliphoek van de wagen zonder AHK is de sliphoek nog steeds positief bij het veranderen van richting hoewel de voorwielen al naar rechts sturen. Er treedt met andere woorden een faseverschuiving op tussen stuurwiel en rijlijn. Hierdoor stuurt de wagen later in naar rechts en beschrijft een grotere bocht. In het tweede deel van het manoeuvre neemt de vertraging nog toe. In het extreme voorbeeld gaat de wagen zonder AHK in een spin wanneer niet tegengestuurd wordt. Hoewel beide wagens dezelfde stuurbeweging maken minimaliseert AHK de sliphoek en dus ook de faseverschuiving waardoor de wagen nauwkeurig naar de stuurinvoer luistert. Het lijkt alsof de wagen aanzienlijk minder weegt dan in werkelijkheid het geval is. In een test uitgevoerd door het Duitse Auto Motor und Sport versloeg de zware 850CSi pure sportwagens als de Porsche 911 Turbo en Ferrari F355 in de elandtest en wist zich te meten met de besten in de slalom en het weggedrag op nat wegdek.
AHK wordt doorgaans geassocieerd met de 850CSi die AHK als standaarduitrusting had, maar het systeem was vanaf 1991 reeds bestelbaar als optie op de 850i (alhoewel het systeem uiteindelijk pas in 1992 beschikbaar zou zijn). AHK was eveneens optioneel verkrijgbaar op de M60 840Ci. Gezien de bijzonder hoge kostprijs van deze optie is AHK op een niet-850CSi eerder zeldzaam. De latere M73 850Ci en M62 840Ci moesten het zonder AHK stellen, net zoals alle 8-serie modellen geproduceerd voor de Amerikaanse markt.
Ondanks de duidelijke voordelen zou AHK niet doordringen naar andere BMW-modellen. Het systeem was duur en complex wat het moeilijk maakte dit te implementeren op goedkopere wagens. Daarnaast kwam Bosch in 1994 met Electronic Stability Program (DSC of Dynamic Stability Control genaamd bij BMW). DSC verkleint net als AHK de kans op overstuur, maar kan tevens onderstuur opvangen. AHK mag dan wel in staat zijn om veel sterker overstuur te compenseren dan DSC, het grote voordeel van DSC is dat het grotendeels gebruikmaakt van technologie zoals het ABS antiblokkeersysteem en tractiecontrole wat toen al op heel wat wagens te vinden was. Dat maakte het systeem relatief goedkoop te implementeren, waardoor DSC de voorkeur kreeg in andere BMW-modellen. Recent heeft BMW AHK een tweede leven gegeven bij de F01/F02 7-serie, F07 5-serie Gran Turismo en F10/F11 5-serie in de vorm van het optionele IAS – Integral Active Steering. In tegenstelling tot bij AHK wordt de achterwielsturing bij IAS niet hydraulisch bediend maar door middel van een elektrisch aangedreven wormwiel.

#### BMW M?
Een vraag die regelmatig opduikt is of de BMW 850CSi wel als BMW M wagen mag beschouwd worden. Hoewel de 850CSi door BMW nooit als M8 gepromoot werd gaat het wel degelijk om een echte BMW M. De motorcode begint met S in plaats van M wat duidt op BMW M afkomst en het chassisnummer begint met WBS in plaats van WBA wat betekent dat de wagen door BMW M gebouwd werd. Het typeplaatje van de wagen toont eveneens BMW M als fabrikant. Helemaal opmerkelijk is het feit dat de officiële Duitse autopapieren (Fahrzeugschein) nergens 850CSi vermelden, maar enkel M8... Toch mag de 850CSi niet verward worden met de echte M8 waarvan slechts één prototype werd gebouwd. De 850CSi kan op zijn best als een flink omlaag geschroefde M8 beschouwd worden. Desalniettemin hoort de 850CSi wel degelijk thuis tussen andere M-modellen zoals de M3 en M5.

### M8
Tijdens de ontwikkeling van de 8-serie had BMW plannen om de concurrentie aan te gaan met supersportwagens van Ferrari en Lamborghini. Het wapen daarvoor zou de M8 worden – een supersportwagen gebouwd door BMW M op het platform van de 8-serie. Terwijl BMW in 1989 de 850i aan het publiek voorstelde werd in alle geheim de ontwikkeling van de M8 gestart en een jaar later was een eerste prototype klaar. BMW vreesde echter dat er geen markt zou zijn voor de supersportwagen. De budgetten werden teruggeschroefd en de ontwikkeling werd dan ook vroegtijdig gestopt. De productie van de M8 beperkte zich tot dit ene prototype. Hierna concentreerde het ontwikkelteam zich op de 850CSi.
Voor de M8 werd een nieuwe motor ontwikkeld – de S70/1. Deze motor was qua ontwerp eigenlijk meer verwant met de S50B30 uit de op dat moment nog in ontwikkeling zijnde E36 M3 dan de M70B50 of S70B56 die gebaseerd zijn op de oudere M20B25 motor. Het resultaat was een 6 liter V12 met dubbele bovenliggende nokkenassen per bank en 4 kleppen per cilinder, goed voor 550 pk bij 500 Nm koppel. Dit vermogen samen met aanzienlijke gewichtsbesparingen moest de wagen indrukwekkende prestaties geven. Officiële gegevens zijn er niet, maar Gerhard Richter – verantwoordelijk voor de ontwikkeling van het M8-chassis – hint naar een topsnelheid van 340 km/h en een acceleratie van 0 naar 100 km/h in 4.8 seconden.
Er heerste lange tijd grote onduidelijkheid over wat er met het prototype van de M8 was gebeurd. Waar andere BMW prototypes en conceptwagens doorgaans een plaatsje in het BMW Museum krijgen, ontbrak alle spoor van de M8 en werd het een van de meest mysterieuze wagens van BMW. Volgens sommige bronnen werd het prototype vernietigd, volgens andere werd de wagen opgeborgen in de zogenaamde BMW "Giftschrank" – een plaats waar onvoltooide en mislukte projecten terechtkomen en wachten op vernietiging. Pas 20 jaar nadat de M8 van het toneel verdween wist een journalist bij het Britse BMW Car Magazine meer duidelijkheid te brengen over de M8. BMW Car Magazine kon niet alleen mensen interviewen die bij de ontwikkeling van de M8 betrokken waren maar kon ook het verloren gewaande prototype bezichtigen. In juli 2010 werd het M8-prototype officieel voorgesteld aan de internationale pers.

### McLaren F1

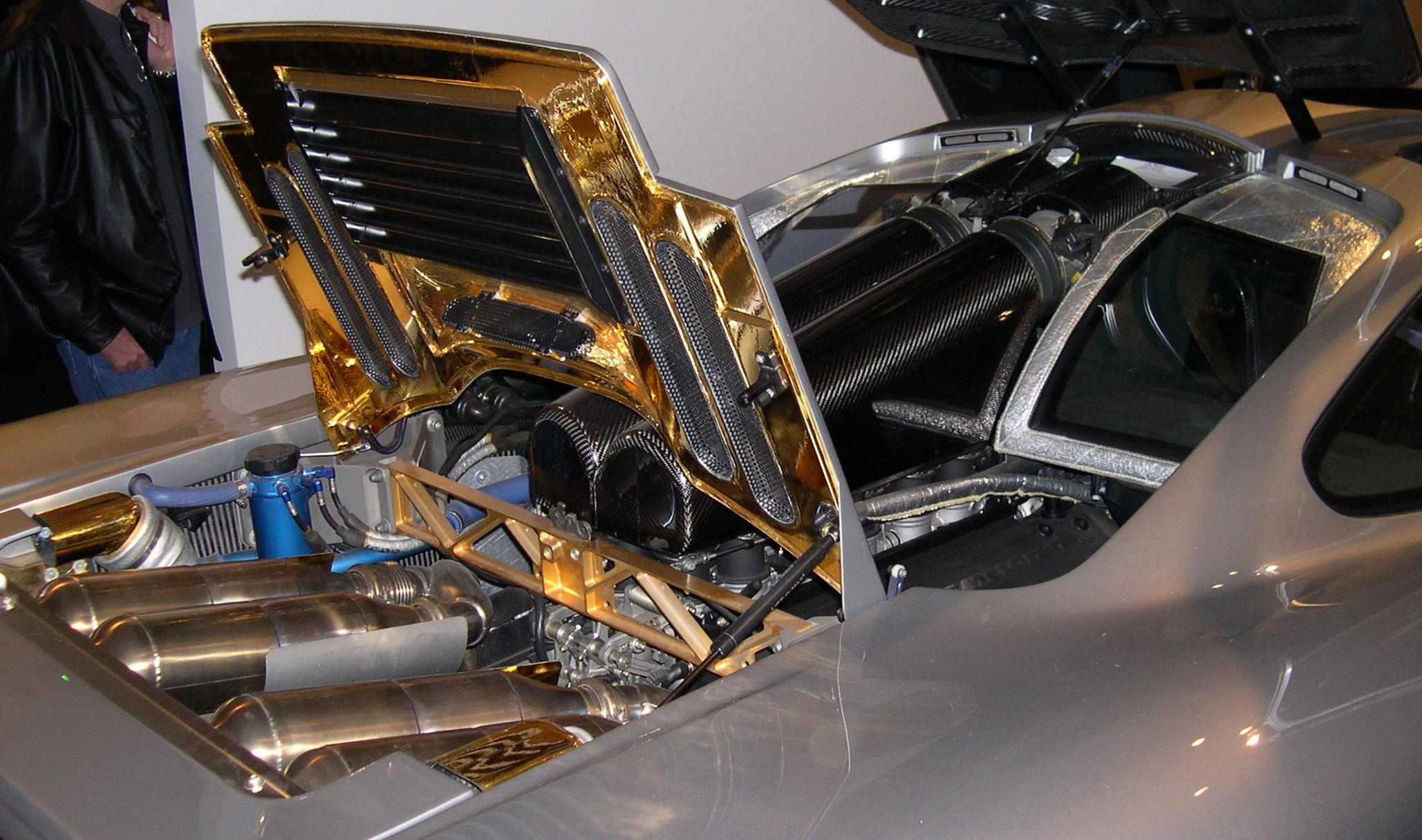
McLaren F1 BMW motor

De McLaren F1 supersportwagen hoort natuurlijk niet thuis in het rijtje modellen in de 8-serie. Maar de krachtbron ervan werd wel gebouwd door BMW en er gaan hardnekkige geruchten rond dat die motor heel nauw verwant is aan de S70B56 uit de 850CSi.
Voor de in ontwikkeling zijnde McLaren F1 was hoofdontwerper Gordon Murray op zoek naar een motor met een vermogen van 550 pk, een lengte van 600 mm en een gewicht van 250 kg. Honda werd als eerste benaderd omdat Honda op dat moment al leverancier was van motoren voor de Formule 1 renstal van McLaren. Honda zag echter geen graten in het project en weigerde. De Japanse fabrikant Isuzu wilde wel, maar Murray wou een motor met bewezen raceachtergrond – iets wat Isuzu niet kon voorleggen. Murray nam contact op met Paul Rosche, ex-collega bij Brabham en ondertussen hoofdingenieur motorenbouw bij BMW M. Rosche was verantwoordelijk voor de successen van BMW-motoren in heel wat autosporttakken waaronder de overwinning in het wereldkampioenschap Formule 1 in 1983. Hoewel BMW zich na 1987 terugtrok uit de Formule 1, bleef Rosche ijveren om BMW aan de top van de autosport te houden. Rosche zag in de McLaren F1 dan ook een uitgelezen kans om een nieuwe hoogvermogen motor te ontwikkelen en wist BMW te overtuigen het project goed te keuren. BMW had met de S70/1 voor de M8 al een hoogvermogen motor in ontwikkeling, maar deze was te groot en veel te zwaar voor Murrays eisen. Rosche ontwikkelde een geheel nieuwe motor – de S70/2 6,1 liter V12. Met 266 kg was de nieuwe motor 16 kg zwaarder dan Murray vooropgesteld had, maar het opgeleverde vermogen was met 627 pk ook aanzienlijk hoger dan gevraagd.
Dus hoewel er wel enige verbanden zijn tussen de motoren uit de 850CSi en M8, is de motor die uiteindelijk in de McLaren F1 terechtkwam een volledig nieuw ontwikkelde motor die sterk verschilt van de S70/1 uit de M8 en nauwelijks iets gemeenschappelijk heeft met de S70B56 uit de 850CSi.

### Alpina B12 Coupé

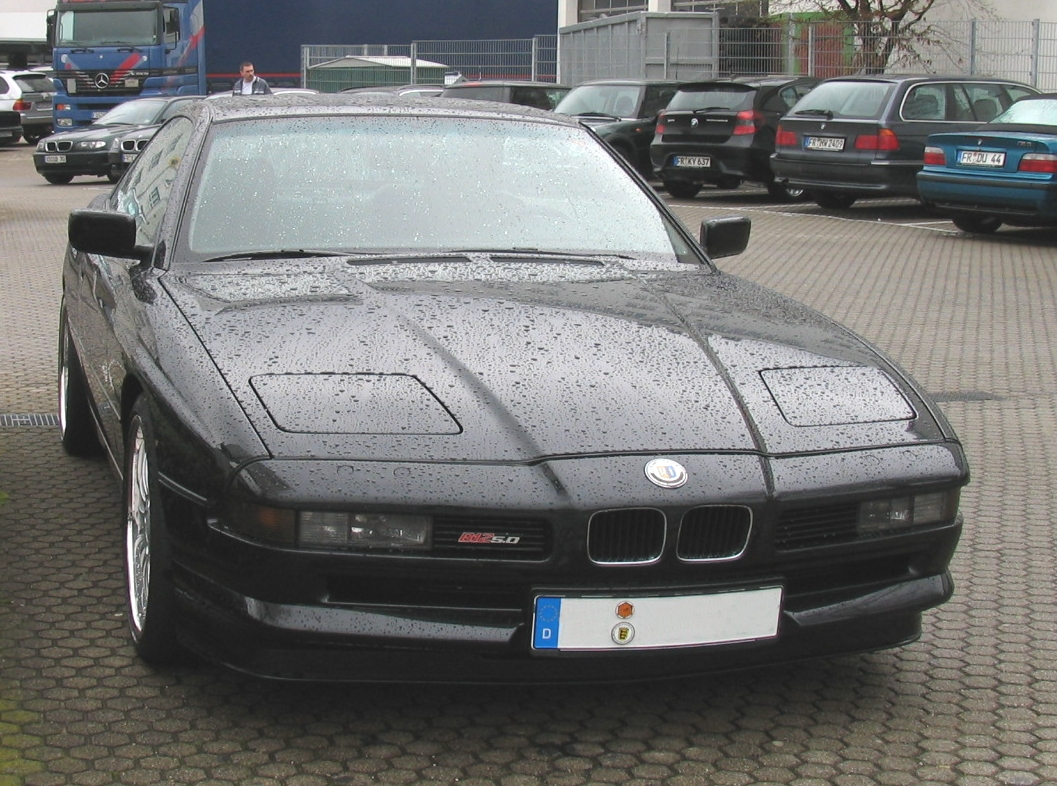
Alpina B12 5.0 Coupé

De Duitse autofabrikant en BMW-tuner Alpina produceerde de Alpina B12 Coupé die gebaseerd is op de 8-serie. Kort na de introductie van de BMW 850i begon Alpina met de levering van de Alpina B12 5.0 Coupé. Deze wagen onderscheidde zich van de 850i door een hoger vermogen, aangepast aerodynamisch pakket en een Alpina aangepast interieur. Ook toen de 850CSi op de markt verscheen bracht Alpina een eigen versie uit – de Alpina B12 5.7 Coupé. Bij de B12 5.7 Coupé werd het S70B56 motorblok vergroot tot 5,7 liter en het uitgangsvermogen verhoogd tot 416 pk en 570 Nm koppel. Om koelingsproblemen te vermijden werd de motorkap voorzien van subtiele ventilatieroosters – iets wat de B12 5.7 Coupé zijn kenmerkend en gewild uiterlijk geeft. De 850CSi was enkel handgeschakeld beschikbaar, maar Alpina leverde optioneel het Shift-Tronic systeem waarbij de koppeling van de 6-versnellingsbak door een computersysteem hydraulisch bediend werd. Dus ondanks de standaard handgeschakelde versnellingsbak heeft de Alpina B12 5.7 Coupé met Shift-Tronic geen ontkoppelingspedaal Wanneer de bestuurder de versnellingspook beroert zorgt het Shift-Tronic systeem ervoor dat de koppeling correct bediend wordt.

### Andere bijzondere modellen
Naast Alpina waren er ook diverse andere tuners die de 8-serie onder handen namen. Hoewel de meeste zich beperkten tot cosmetische aanpassingen en lichte motortuning zijn enkele het vermelden waard.
Dinan, een Amerikaanse tuner van BMW-wagens nam de 8-serie flink onder handen. Een klant kon zijn 8-serie van ophanging tot uitlaat laten aanpassen. Een van de meest merkwaardige opties was de Twin Turbo waarbij de motor voorzien werd van twee turboladers – beschikbaar in verschillende tuningsstages. Een Stage 2 Twin Turbo produceerde 525 pk en 799 Nm koppel. Een Stage 3 Twin Turbo was goed voor een vermogen van 625 pk en 895 Nm. Daarmee was de Dinan 8 in staat om van 0 tot 100 km/h te versnellen in iets meer dan 4 seconden – het terrein van de supersportwagens.

## Productie
De gegevens in onderstaande tabel gelden voor de Europese 8-serie. De versies voor de Amerikaanse markt kunnen licht verschillen in specificaties en productiedata. De productieaantallen omvatten wel alle 8-series. De Alpina-versies zijn gebaseerd op de 850i en 850CSi. Hun aantallen zijn dus al bij deze modellen geteld. In tegenstelling tot de nooit verkochte 830i was het prototype van de M8 geheel niet productierijp. Het prototype telt dus ook niet mee voor het totale aantal geproduceerde wagens in de 8-serie.
| Type                 | Jaartal         | Motor           | Vermogen (pk) | Vermogen (kW) | Koppel (Nm) | Aantal exemplaren |
| -------------------- | --------------- | --------------- | ------------- | ------------- | ----------- | ----------------- |
| 830i                 | 03/1992–07/1992 | M60B30 3,0L V8  | 215           | 160           | 290         | 18                |
| 840Ci                | 12/1992–02/1996 | M60B40 4,0L V8  | 286           | 210           | 400         | 4.728             |
| 840Ci                | 12/1994–05/1999 | M62B44 4,4L V8  | 286           | 210           | 420         | 3.075             |
| 850i                 | 07/1989–12/1992 | M70B50 5,0L V12 | 300           | 220           | 450         | 20.072            |
| 850Ci                | 01/1993–10/1994 | M70B50 5,0L V12 | 300           | 220           | 450         | 20.072            |
| 850Ci                | 01/1994–05/1999 | M73B54 5,4L V12 | 326           | 240           | 490         | 1.218             |
| 850CSi               | 02/1992–10/1996 | S70B56 5,6L V12 | 380           | 280           | 550         | 1.510             |
| Totaal               |                 |                 |               |               |             | 30.621            |
| Alpina B12 5.0 Coupé | 06/1990–05/1994 | D1/1 5,0L V12   | 350           | 257           | 470         | 97                |
| Alpina B12 5.7 Coupé | 11/1992–12/1996 | D2 5,7L V12     | 416           | 306           | 570         | 57                |
| M8                   | 1990            | S70/1 6,0L V12  | 550           | 410           | 500         | 1                 |

## Wegauto's tijdlijn, 1952 tot nu
| BMW-modellen van 1952 tot heden | BMW-modellen van 1952 tot heden | BMW-modellen van 1952 tot heden | BMW-modellen van 1952 tot heden | BMW-modellen van 1952 tot heden | BMW-modellen van 1952 tot heden | BMW-modellen van 1952 tot heden | BMW-modellen van 1952 tot heden | BMW-modellen van 1952 tot heden | BMW-modellen van 1952 tot heden | BMW-modellen van 1952 tot heden | BMW-modellen van 1952 tot heden | BMW-modellen van 1952 tot heden | BMW-modellen van 1952 tot heden | BMW-modellen van 1952 tot heden | BMW-modellen van 1952 tot heden | BMW-modellen van 1952 tot heden | BMW-modellen van 1952 tot heden | BMW-modellen van 1952 tot heden | BMW-modellen van 1952 tot heden | BMW-modellen van 1952 tot heden | BMW-modellen van 1952 tot heden | BMW-modellen van 1952 tot heden | BMW-modellen van 1952 tot heden | BMW-modellen van 1952 tot heden | BMW-modellen van 1952 tot heden | BMW-modellen van 1952 tot heden | BMW-modellen van 1952 tot heden | BMW-modellen van 1952 tot heden | BMW-modellen van 1952 tot heden | BMW-modellen van 1952 tot heden | BMW-modellen van 1952 tot heden | BMW-modellen van 1952 tot heden | BMW-modellen van 1952 tot heden | BMW-modellen van 1952 tot heden | BMW-modellen van 1952 tot heden | BMW-modellen van 1952 tot heden | BMW-modellen van 1952 tot heden | BMW-modellen van 1952 tot heden | BMW-modellen van 1952 tot heden | BMW-modellen van 1952 tot heden | BMW-modellen van 1952 tot heden | BMW-modellen van 1952 tot heden | BMW-modellen van 1952 tot heden | BMW-modellen van 1952 tot heden | BMW-modellen van 1952 tot heden | BMW-modellen van 1952 tot heden | BMW-modellen van 1952 tot heden | BMW-modellen van 1952 tot heden | BMW-modellen van 1952 tot heden | BMW-modellen van 1952 tot heden | BMW-modellen van 1952 tot heden | BMW-modellen van 1952 tot heden | BMW-modellen van 1952 tot heden | BMW-modellen van 1952 tot heden | BMW-modellen van 1952 tot heden | BMW-modellen van 1952 tot heden | BMW-modellen van 1952 tot heden | BMW-modellen van 1952 tot heden | BMW-modellen van 1952 tot heden | BMW-modellen van 1952 tot heden | BMW-modellen van 1952 tot heden | BMW-modellen van 1952 tot heden | BMW-modellen van 1952 tot heden | BMW-modellen van 1952 tot heden | BMW-modellen van 1952 tot heden | BMW-modellen van 1952 tot heden | BMW-modellen van 1952 tot heden | BMW-modellen van 1952 tot heden | BMW-modellen van 1952 tot heden | BMW-modellen van 1952 tot heden | BMW-modellen van 1952 tot heden | BMW-modellen van 1952 tot heden | BMW-modellen van 1952 tot heden | BMW-modellen van 1952 tot heden | BMW-modellen van 1952 tot heden | BMW-modellen van 1952 tot heden |
| ------------------------------- | ------------------------------- | ------------------------------- | ------------------------------- | ------------------------------- | ------------------------------- | ------------------------------- | ------------------------------- | ------------------------------- | ------------------------------- | ------------------------------- | ------------------------------- | ------------------------------- | ------------------------------- | ------------------------------- | ------------------------------- | ------------------------------- | ------------------------------- | ------------------------------- | ------------------------------- | ------------------------------- | ------------------------------- | ------------------------------- | ------------------------------- | ------------------------------- | ------------------------------- | ------------------------------- | ------------------------------- | ------------------------------- | ------------------------------- | ------------------------------- | ------------------------------- | ------------------------------- | ------------------------------- | ------------------------------- | ------------------------------- | ------------------------------- | ------------------------------- | ------------------------------- | ------------------------------- | ------------------------------- | ------------------------------- | ------------------------------- | ------------------------------- | ------------------------------- | ------------------------------- | ------------------------------- | ------------------------------- | ------------------------------- | ------------------------------- | ------------------------------- | ------------------------------- | ------------------------------- | ------------------------------- | ------------------------------- | ------------------------------- | ------------------------------- | ------------------------------- | ------------------------------- | ------------------------------- | ------------------------------- | ------------------------------- | ------------------------------- | ------------------------------- | ------------------------------- | ------------------------------- | ------------------------------- | ------------------------------- | ------------------------------- | ------------------------------- | ------------------------------- | ------------------------------- | ------------------------------- | ------------------------------- | ------------------------------- | ------------------------------- | ------------------------------- |
| Type                            | Serie                           | Jaren 50                        | Jaren 50                        | Jaren 50                        | Jaren 50                        | Jaren 50                        | Jaren 50                        | Jaren 50                        | Jaren 50                        | Jaren 60                        | Jaren 60                        | Jaren 60                        | Jaren 60                        | Jaren 60                        | Jaren 60                        | Jaren 60                        | Jaren 60                        | Jaren 60                        | Jaren 60                        | Jaren 70                        | Jaren 70                        | Jaren 70                        | Jaren 70                        | Jaren 70                        | Jaren 70                        | Jaren 70                        | Jaren 70                        | Jaren 70                        | Jaren 70                        | Jaren 80                        | Jaren 80                        | Jaren 80                        | Jaren 80                        | Jaren 80                        | Jaren 80                        | Jaren 80                        | Jaren 80                        | Jaren 80                        | Jaren 80                        | Jaren 90                        | Jaren 90                        | Jaren 90                        | Jaren 90                        | Jaren 90                        | Jaren 90                        | Jaren 90                        | Jaren 90                        | Jaren 90                        | Jaren 90                        | Jaren 00                        | Jaren 00                        | Jaren 00                        | Jaren 00                        | Jaren 00                        | Jaren 00                        | Jaren 00                        | Jaren 00                        | Jaren 00                        | Jaren 00                        | Jaren 10                        | Jaren 10                        | Jaren 10                        | Jaren 10                        | Jaren 10                        | Jaren 10                        | Jaren 10                        | Jaren 10                        | Jaren 10                        | Jaren 10                        | Jaren 20                        | Jaren 20                        | Jaren 20                        | Jaren 20                        | Jaren 20                        |                                 |                                 |
| Type                            | Serie                           | 2                               | 3                               | 4                               | 5                               | 6                               | 7                               | 8                               | 9                               | 0                               | 1                               | 2                               | 3                               | 4                               | 5                               | 6                               | 7                               | 8                               | 9                               | 0                               | 1                               | 2                               | 3                               | 4                               | 5                               | 6                               | 7                               | 8                               | 9                               | 0                               | 1                               | 2                               | 3                               | 4                               | 5                               | 6                               | 7                               | 8                               | 9                               | 0                               | 1                               | 2                               | 3                               | 4                               | 5                               | 6                               | 7                               | 8                               | 9                               | 0                               | 1                               | 2                               | 3                               | 4                               | 5                               | 6                               | 7                               | 8                               | 9                               | 0                               | 1                               | 2                               | 3                               | 4                               | 5                               | 6                               | 7                               | 8                               | 9                               | 0                               | 1                               | 2                               | 3                               | 4                               |                                 |                                 |
| Dwergauto                       | Iso                             |                                 |                                 |                                 | Isetta                          | Isetta                          | Isetta                          | Isetta                          | Isetta                          | Isetta                          | Isetta                          | Isetta                          |                                 |                                 |                                 |                                 |                                 |                                 |                                 |                                 |                                 |                                 |                                 |                                 |                                 |                                 |                                 |                                 |                                 |                                 |                                 |                                 |                                 |                                 |                                 |                                 |                                 |                                 |                                 |                                 |                                 |                                 |                                 |                                 |                                 |                                 |                                 |                                 |                                 |                                 |                                 |                                 |                                 |                                 |                                 |                                 |                                 |                                 |                                 |                                 |                                 |                                 |                                 |                                 |                                 |                                 |                                 |                                 |                                 |                                 |                                 |                                 |                                 |                                 |                                 |                                 |
| Miniklasse                      |                                 |                                 |                                 |                                 |                                 |                                 | 600                             | 600                             | 600                             |                                 |                                 |                                 |                                 |                                 |                                 |                                 |                                 |                                 |                                 |                                 |                                 |                                 |                                 |                                 |                                 |                                 |                                 |                                 |                                 |                                 |                                 |                                 |                                 |                                 |                                 |                                 |                                 |                                 |                                 |                                 |                                 |                                 |                                 |                                 |                                 |                                 |                                 |                                 |                                 |                                 |                                 |                                 |                                 |                                 |                                 |                                 |                                 |                                 |                                 |                                 |                                 |                                 |                                 |                                 |                                 |                                 |                                 |                                 |                                 |                                 |                                 |                                 |                                 |                                 |                                 |                                 |
| Compacte klasse                 |                                 |                                 |                                 |                                 |                                 |                                 |                                 |                                 | 700                             | 700                             | 700                             | 700                             | 700                             | 700                             | 700                             |                                 |                                 |                                 |                                 |                                 |                                 |                                 |                                 |                                 |                                 |                                 |                                 |                                 |                                 |                                 |                                 |                                 |                                 |                                 |                                 |                                 |                                 |                                 |                                 |                                 |                                 |                                 |                                 |                                 |                                 |                                 |                                 |                                 |                                 |                                 |                                 |                                 |                                 |                                 |                                 |                                 |                                 |                                 |                                 |                                 |                                 |                                 | i3 (I01)                        | i3 (I01)                        | i3 (I01)                        | i3 (I01)                        | i3 (I01)                        | i3 (I01)                        | i3 (I01)                        | i3 (I01)                        | i3 (I01)                        | i3 (I01)                        |                                 |                                 |                                 |                                 |
| Compacte middenklasse           | 1                               |                                 |                                 |                                 |                                 |                                 |                                 |                                 |                                 |                                 |                                 |                                 |                                 |                                 |                                 |                                 |                                 |                                 |                                 |                                 | 02 touring                      | 02 touring                      | 02 touring                      | 02 touring                      |                                 |                                 |                                 |                                 |                                 |                                 |                                 |                                 |                                 |                                 |                                 |                                 |                                 |                                 |                                 |                                 |                                 |                                 |                                 | E36 compact                     | E36 compact                     | E36 compact                     | E36 compact                     | E36 compact                     | E36 compact                     | E36 compact                     | E46 compact                     | E46 compact                     | E46 compact                     | E46 compact                     | E81/E82 /E87/E88                | E81/E82 /E87/E88                | E81/E82 /E87/E88                | E81/E82 /E87/E88                | E81/E82 /E87/E88                | E81/E82 /E87/E88                | E81/E82 /E87/E88                | F20/F21                         | F20/F21                         | F20/F21                         | F20/F21                         | F20/F21                         | F20/F21                         | F20/F21                         | F40                             | F40                             | F40                             | F40                             | F40                             | F40                             |                                 |                                 |
| Compacte middenklasse           | 2                               |                                 |                                 |                                 |                                 |                                 |                                 |                                 |                                 |                                 |                                 |                                 |                                 |                                 |                                 |                                 |                                 |                                 |                                 |                                 |                                 |                                 |                                 |                                 |                                 |                                 |                                 |                                 |                                 |                                 |                                 |                                 |                                 |                                 |                                 |                                 |                                 |                                 |                                 |                                 |                                 |                                 |                                 |                                 |                                 |                                 |                                 |                                 |                                 |                                 |                                 |                                 |                                 |                                 |                                 |                                 |                                 |                                 |                                 |                                 |                                 |                                 |                                 |                                 |                                 |                                 |                                 |                                 | F44                             | F44                             | F44                             | F44                             | F44                             | F44                             |                                 |                                 |
| Middenklasse                    | 3                               |                                 |                                 |                                 |                                 |                                 |                                 |                                 |                                 |                                 |                                 |                                 |                                 |                                 |                                 | 1602/1802/2002                  | 1602/1802/2002                  | 1602/1802/2002                  | 1602/1802/2002                  | 1602/1802/2002                  | 1602/1802/2002                  | 1602/1802/2002                  | 1602/1802/2002                  | 1602/1802/2002                  | E21                             | E21                             | E21                             | E21                             | E21                             | E21                             | E21                             | E21                             | E30                             | E30                             | E30                             | E30                             | E30                             | E30                             | E30                             | E30                             | E30                             | E36                             | E36                             | E36                             | E36                             | E36                             | E36                             | E36                             | E46                             | E46                             | E46                             | E46                             | E46                             | E46                             | E46                             | E90-E93                         | E90-E93                         | E90-E93                         | E90-E93                         | E90-E93                         | E90-E93                         | F30-F31                         | F30-F31                         | F30-F31                         | F30-F31                         | F30-F31                         | F30-F31                         | F30-F31                         | G20                             | G20                             | G20                             | G20                             | G20                             | G20                             |                                 |                                 |
| Middenklasse                    | 3 GT                            |                                 |                                 |                                 |                                 |                                 |                                 |                                 |                                 |                                 |                                 |                                 |                                 |                                 |                                 |                                 | 1600 GT                         | 1600 GT                         |                                 |                                 |                                 |                                 |                                 |                                 |                                 |                                 |                                 |                                 |                                 |                                 |                                 |                                 |                                 |                                 |                                 |                                 |                                 |                                 |                                 |                                 |                                 |                                 |                                 |                                 |                                 |                                 |                                 |                                 |                                 |                                 |                                 |                                 |                                 |                                 |                                 |                                 |                                 |                                 |                                 |                                 |                                 |                                 | F34                             | F34                             | F34                             | F34                             | F34                             | F34                             | F34                             | F34                             |                                 |                                 |                                 |                                 |                                 |                                 |
| Hogere Middenklasse             | 5                               |                                 |                                 |                                 |                                 |                                 |                                 |                                 |                                 |                                 | 1500/1800/2000                  | 1500/1800/2000                  | 1500/1800/2000                  | 1500/1800/2000                  | 1500/1800/2000                  | 1500/1800/2000                  | 1500/1800/2000                  | 1500/1800/2000                  | 1500/1800/2000                  | 1500/1800/2000                  | 1500/1800/2000                  | 1500/1800/2000                  | E12                             | E12                             | E12                             | E12                             | E12                             | E12                             | E12                             | E12                             | E28                             | E28                             | E28                             | E28                             | E28                             | E28                             | E28                             | E34                             | E34                             | E34                             | E34                             | E34                             | E34                             | E34                             | E34                             | E39                             | E39                             | E39                             | E39                             | E39                             | E39                             | E39                             | E60-E62                         | E60-E62                         | E60-E62                         | E60-E62                         | E60-E62                         | E60-E62                         | E60-E62                         | F10                             | F10                             | F10                             | F10                             | F10                             | F10                             | G30                             | G30                             | G30                             | G30                             | G30                             | G30                             | G30                             | G60                             | G60                             |                                 |                                 |
| Hogere Middenklasse             | 5 GT                            |                                 |                                 |                                 |                                 |                                 |                                 |                                 |                                 |                                 |                                 |                                 |                                 |                                 |                                 |                                 |                                 |                                 |                                 |                                 |                                 |                                 |                                 |                                 |                                 |                                 |                                 |                                 |                                 |                                 |                                 |                                 |                                 |                                 |                                 |                                 |                                 |                                 |                                 |                                 |                                 |                                 |                                 |                                 |                                 |                                 |                                 |                                 |                                 |                                 |                                 |                                 |                                 |                                 |                                 |                                 |                                 |                                 |                                 | F07                             | F07                             | F07                             | F07                             | F07                             | F07                             |                                 |                                 |                                 |                                 |                                 |                                 |                                 |                                 |                                 |                                 |                                 |
| Topklasse                       | 7                               | 501/502/2.6/3.2/2600/3200       | 501/502/2.6/3.2/2600/3200       | 501/502/2.6/3.2/2600/3200       | 501/502/2.6/3.2/2600/3200       | 501/502/2.6/3.2/2600/3200       | 501/502/2.6/3.2/2600/3200       | 501/502/2.6/3.2/2600/3200       | 501/502/2.6/3.2/2600/3200       | 501/502/2.6/3.2/2600/3200       | 501/502/2.6/3.2/2600/3200       | 501/502/2.6/3.2/2600/3200       | 501/502/2.6/3.2/2600/3200       | 501/502/2.6/3.2/2600/3200       |                                 |                                 |                                 | E3                              | E3                              | E3                              | E3                              | E3                              | E3                              | E3                              | E3                              | E3                              | E3                              | E23                             | E23                             | E23                             | E23                             | E23                             | E23                             | E23                             | E23                             | E23                             | E32                             | E32                             | E32                             | E32                             | E32                             | E32                             | E32                             | E32                             | E38                             | E38                             | E38                             | E38                             | E38                             | E38                             | E65/E66                         | E65/E66                         | E65/E66                         | E65/E66                         | E65/E66                         | E65/E66                         | E65/E66                         | F01/F02                         | F01/F02                         | F01/F02                         | F01/F02                         | F01/F02                         | F01/F02                         | F01/F02                         | G11                             | G11                             | G11                             | G11                             | G11                             | G11                             | G11                             | G70                             | G70                             | G70                             |                                 |                                 |
| Coupé                           | 2                               |                                 |                                 |                                 |                                 |                                 |                                 |                                 |                                 |                                 |                                 |                                 |                                 |                                 |                                 |                                 |                                 |                                 |                                 |                                 |                                 |                                 |                                 |                                 |                                 |                                 |                                 |                                 |                                 |                                 |                                 |                                 |                                 |                                 |                                 |                                 |                                 |                                 |                                 |                                 |                                 |                                 |                                 |                                 |                                 |                                 |                                 |                                 |                                 |                                 |                                 |                                 |                                 |                                 |                                 |                                 |                                 |                                 |                                 |                                 |                                 |                                 | F22                             | F22                             | F22                             | F22                             | F22                             | F22                             | F22                             | F22                             | G42                             | G42                             | G42                             | G42                             | G42                             | G42                             |
| Coupé                           | 4                               |                                 |                                 |                                 |                                 |                                 |                                 |                                 |                                 |                                 |                                 |                                 |                                 |                                 |                                 |                                 |                                 |                                 |                                 |                                 |                                 |                                 |                                 |                                 |                                 |                                 |                                 |                                 |                                 |                                 |                                 |                                 |                                 |                                 |                                 |                                 |                                 |                                 |                                 |                                 |                                 |                                 |                                 |                                 |                                 |                                 |                                 |                                 |                                 |                                 |                                 |                                 |                                 |                                 |                                 |                                 |                                 |                                 |                                 |                                 |                                 |                                 | F32                             | F32                             | F32                             | F32                             | F32                             | F32                             | F32                             | G22                             | G22                             | G22                             | G22                             | G22                             |                                 |                                 |
| Coupé                           | 4                               |                                 |                                 |                                 |                                 |                                 |                                 |                                 |                                 |                                 |                                 |                                 |                                 |                                 |                                 |                                 |                                 |                                 |                                 |                                 |                                 |                                 |                                 |                                 |                                 |                                 |                                 |                                 |                                 |                                 |                                 |                                 |                                 |                                 |                                 |                                 |                                 |                                 |                                 |                                 |                                 |                                 |                                 |                                 |                                 |                                 |                                 |                                 |                                 |                                 |                                 |                                 |                                 |                                 |                                 |                                 |                                 |                                 |                                 |                                 |                                 |                                 |                                 |                                 |                                 |                                 |                                 |                                 | i4 (G26)                        |                                 |                                 |                                 |                                 |                                 |                                 |                                 |
| Coupé                           | 6                               |                                 |                                 |                                 |                                 |                                 |                                 |                                 |                                 |                                 |                                 |                                 |                                 |                                 | 2000 CS                         | 2000 CS                         | 2000 CS                         | 2000 CS                         | E9                              | E9                              | E9                              | E9                              | E9                              | E9                              | E9                              | E24                             | E24                             | E24                             | E24                             | E24                             | E24                             | E24                             | E24                             | E24                             | E24                             | E24                             | E24                             | E24                             | E24                             |                                 |                                 |                                 |                                 |                                 |                                 |                                 |                                 |                                 |                                 |                                 |                                 |                                 |                                 | E63/E64                         | E63/E64                         | E63/E64                         | E63/E64                         | E63/E64                         | E63/E64                         | E63/E64                         | F12/F13                         | F12/F13                         | F12/F13                         | F12/F13                         | F12/F13                         | F12/F13                         | G32                             | G32                             | G32                             | G32                             | G32                             | G32                             | G32                             |                                 |                                 |                                 |
| Coupé                           | 8                               |                                 |                                 |                                 |                                 |                                 |                                 |                                 |                                 |                                 |                                 | 3200 CS                         | 3200 CS                         | 3200 CS                         |                                 |                                 | Glas 3000 V8                    | Glas 3000 V8                    |                                 |                                 |                                 |                                 |                                 |                                 |                                 |                                 |                                 |                                 |                                 |                                 |                                 |                                 |                                 |                                 |                                 |                                 |                                 |                                 | E31                             | E31                             | E31                             | E31                             | E31                             | E31                             | E31                             | E31                             | E31                             | E31                             | E31                             |                                 |                                 |                                 |                                 |                                 |                                 |                                 |                                 |                                 |                                 |                                 |                                 |                                 |                                 |                                 |                                 |                                 |                                 | G15                             | G15                             | G15                             | G15                             | G15                             | G15                             | G15                             |                                 |                                 |
| Roadsters                       | Z                               |                                 |                                 |                                 |                                 |                                 |                                 |                                 |                                 |                                 |                                 |                                 |                                 |                                 |                                 |                                 |                                 |                                 |                                 |                                 |                                 |                                 |                                 |                                 |                                 |                                 |                                 |                                 |                                 |                                 |                                 |                                 |                                 |                                 |                                 |                                 |                                 | Z1 (E30)                        | Z1 (E30)                        | Z1 (E30)                        | Z1 (E30)                        |                                 |                                 |                                 |                                 | Z3 (E36)                        | Z3 (E36)                        | Z3 (E36)                        | Z3 (E36)                        | Z3 (E36)                        | Z3 (E36)                        | Z3 (E36)                        | Z4 (E85/E86)                    | Z4 (E85/E86)                    | Z4 (E85/E86)                    | Z4 (E85/E86)                    | Z4 (E85/E86)                    | Z4 (E85/E86)                    | Z4 (E89)                        | Z4 (E89)                        | Z4 (E89)                        | Z4 (E89)                        | Z4 (E89)                        | Z4 (E89)                        | Z4 (E89)                        |                                 |                                 | Z4 (G29)                        | Z4 (G29)                        | Z4 (G29)                        | Z4 (G29)                        | Z4 (G29)                        | Z4 (G29)                        | Z4 (G29)                        |                                 |                                 |
| Roadsters                       | Z                               |                                 |                                 |                                 |                                 |                                 |                                 |                                 |                                 |                                 |                                 |                                 |                                 |                                 |                                 |                                 |                                 |                                 |                                 |                                 |                                 |                                 |                                 |                                 |                                 |                                 |                                 |                                 |                                 |                                 |                                 |                                 |                                 |                                 |                                 |                                 |                                 |                                 |                                 |                                 |                                 |                                 |                                 |                                 |                                 |                                 |                                 | Z8 (E52)                        |                                 |                                 |                                 |                                 |                                 |                                 |                                 |                                 |                                 |                                 |                                 |                                 |                                 |                                 |                                 |                                 |                                 |                                 |                                 |                                 |                                 |                                 |                                 |                                 |                                 |                                 |                                 |                                 |
| Sportwagens                     |                                 |                                 |                                 |                                 |                                 | 503/507                         | 503/507                         | 503/507                         | 503/507                         |                                 |                                 |                                 |                                 |                                 |                                 |                                 |                                 |                                 |                                 |                                 |                                 |                                 |                                 |                                 |                                 |                                 |                                 | M1                              | M1                              | M1                              | M1                              |                                 |                                 |                                 |                                 |                                 |                                 |                                 |                                 |                                 |                                 |                                 |                                 |                                 |                                 |                                 |                                 |                                 |                                 |                                 |                                 |                                 |                                 |                                 |                                 |                                 |                                 |                                 |                                 |                                 |                                 |                                 |                                 | i8 (I12/I15)                    | i8 (I12/I15)                    | i8 (I12/I15)                    | i8 (I12/I15)                    | i8 (I12/I15)                    | i8 (I12/I15)                    | i8 (I12/I15)                    |                                 |                                 |                                 |                                 |                                 |                                 |
| MPV                             | 2                               |                                 |                                 |                                 |                                 |                                 |                                 |                                 |                                 |                                 |                                 |                                 |                                 |                                 |                                 |                                 |                                 |                                 |                                 |                                 |                                 |                                 |                                 |                                 |                                 |                                 |                                 |                                 |                                 |                                 |                                 |                                 |                                 |                                 |                                 |                                 |                                 |                                 |                                 |                                 |                                 |                                 |                                 |                                 |                                 |                                 |                                 |                                 |                                 |                                 |                                 |                                 |                                 |                                 |                                 |                                 |                                 |                                 |                                 |                                 |                                 |                                 |                                 | F45/F46                         | F45/F46                         | F45/F46                         | F45/F46                         | F45/F46                         | F45/F46                         | F45/F46                         | F45/F46                         | U06                             | U06                             | U06                             |                                 |                                 |
| SUV                             | X1                              |                                 |                                 |                                 |                                 |                                 |                                 |                                 |                                 |                                 |                                 |                                 |                                 |                                 |                                 |                                 |                                 |                                 |                                 |                                 |                                 |                                 |                                 |                                 |                                 |                                 |                                 |                                 |                                 |                                 |                                 |                                 |                                 |                                 |                                 |                                 |                                 |                                 |                                 |                                 |                                 |                                 |                                 |                                 |                                 |                                 |                                 |                                 |                                 |                                 |                                 |                                 |                                 |                                 |                                 |                                 |                                 |                                 |                                 | E84                             | E84                             | E84                             | E84                             | E84                             | E84                             | F48                             | F48                             | F48                             | F48                             | F48                             | F48                             | U11                             | U11                             | U11                             |                                 |                                 |
| SUV                             | X1                              |                                 |                                 |                                 |                                 |                                 |                                 |                                 |                                 |                                 |                                 |                                 |                                 |                                 |                                 |                                 |                                 |                                 |                                 |                                 |                                 |                                 |                                 |                                 |                                 |                                 |                                 |                                 |                                 |                                 |                                 |                                 |                                 |                                 |                                 |                                 |                                 |                                 |                                 |                                 |                                 |                                 |                                 |                                 |                                 |                                 |                                 |                                 |                                 |                                 |                                 |                                 |                                 |                                 |                                 |                                 |                                 |                                 |                                 |                                 |                                 |                                 |                                 |                                 |                                 |                                 |                                 |                                 |                                 | iX1 (U11)                       |                                 |                                 |                                 |                                 |                                 |                                 |
| SUV                             | X2                              |                                 |                                 |                                 |                                 |                                 |                                 |                                 |                                 |                                 |                                 |                                 |                                 |                                 |                                 |                                 |                                 |                                 |                                 |                                 |                                 |                                 |                                 |                                 |                                 |                                 |                                 |                                 |                                 |                                 |                                 |                                 |                                 |                                 |                                 |                                 |                                 |                                 |                                 |                                 |                                 |                                 |                                 |                                 |                                 |                                 |                                 |                                 |                                 |                                 |                                 |                                 |                                 |                                 |                                 |                                 |                                 |                                 |                                 |                                 |                                 |                                 |                                 |                                 |                                 |                                 |                                 | F39                             | F39                             | F39                             | F39                             | F39                             | F39                             | U10                             |                                 |                                 |
| SUV                             | X2                              |                                 |                                 |                                 |                                 |                                 |                                 |                                 |                                 |                                 |                                 |                                 |                                 |                                 |                                 |                                 |                                 |                                 |                                 |                                 |                                 |                                 |                                 |                                 |                                 |                                 |                                 |                                 |                                 |                                 |                                 |                                 |                                 |                                 |                                 |                                 |                                 |                                 |                                 |                                 |                                 |                                 |                                 |                                 |                                 |                                 |                                 |                                 |                                 |                                 |                                 |                                 |                                 |                                 |                                 |                                 |                                 |                                 |                                 |                                 |                                 |                                 |                                 |                                 |                                 |                                 |                                 |                                 |                                 |                                 |                                 | iX2 (U10)                       |                                 |                                 |                                 |                                 |
| SUV                             | X3                              |                                 |                                 |                                 |                                 |                                 |                                 |                                 |                                 |                                 |                                 |                                 |                                 |                                 |                                 |                                 |                                 |                                 |                                 |                                 |                                 |                                 |                                 |                                 |                                 |                                 |                                 |                                 |                                 |                                 |                                 |                                 |                                 |                                 |                                 |                                 |                                 |                                 |                                 |                                 |                                 |                                 |                                 |                                 |                                 |                                 |                                 |                                 |                                 |                                 |                                 |                                 |                                 | E83                             | E83                             | E83                             | E83                             | E83                             | E83                             | E83                             | E83                             | F25                             | F25                             | F25                             | F25                             | F25                             | F25                             | G01                             | G01                             | G01                             | G01                             | G01                             | G01                             | G01                             |                                 |                                 |
| SUV                             | X3                              |                                 |                                 |                                 |                                 |                                 |                                 |                                 |                                 |                                 |                                 |                                 |                                 |                                 |                                 |                                 |                                 |                                 |                                 |                                 |                                 |                                 |                                 |                                 |                                 |                                 |                                 |                                 |                                 |                                 |                                 |                                 |                                 |                                 |                                 |                                 |                                 |                                 |                                 |                                 |                                 |                                 |                                 |                                 |                                 |                                 |                                 |                                 |                                 |                                 |                                 |                                 |                                 |                                 |                                 |                                 |                                 |                                 |                                 |                                 |                                 |                                 |                                 |                                 |                                 |                                 |                                 | iX3 (G08)                       |                                 |                                 |                                 |                                 |                                 |                                 |                                 |                                 |
| SUV                             | X4                              |                                 |                                 |                                 |                                 |                                 |                                 |                                 |                                 |                                 |                                 |                                 |                                 |                                 |                                 |                                 |                                 |                                 |                                 |                                 |                                 |                                 |                                 |                                 |                                 |                                 |                                 |                                 |                                 |                                 |                                 |                                 |                                 |                                 |                                 |                                 |                                 |                                 |                                 |                                 |                                 |                                 |                                 |                                 |                                 |                                 |                                 |                                 |                                 |                                 |                                 |                                 |                                 |                                 |                                 |                                 |                                 |                                 |                                 |                                 |                                 |                                 |                                 | F26                             | F26                             | F26                             | F26                             | G02                             | G02                             | G02                             | G02                             | G02                             | G02                             | G02                             |                                 |                                 |
| SUV                             | X5                              |                                 |                                 |                                 |                                 |                                 |                                 |                                 |                                 |                                 |                                 |                                 |                                 |                                 |                                 |                                 |                                 |                                 |                                 |                                 |                                 |                                 |                                 |                                 |                                 |                                 |                                 |                                 |                                 |                                 |                                 |                                 |                                 |                                 |                                 |                                 |                                 |                                 |                                 |                                 |                                 |                                 |                                 |                                 |                                 |                                 |                                 |                                 | E53                             | E53                             | E53                             | E53                             | E53                             | E53                             | E53                             | E70                             | E70                             | E70                             | E70                             | E70                             | E70                             | E70                             | F15                             | F15                             | F15                             | F15                             | F15                             | G05                             | G05                             | G05                             | G05                             | G05                             | G05                             | G05                             |                                 |                                 |
| SUV                             | X6                              |                                 |                                 |                                 |                                 |                                 |                                 |                                 |                                 |                                 |                                 |                                 |                                 |                                 |                                 |                                 |                                 |                                 |                                 |                                 |                                 |                                 |                                 |                                 |                                 |                                 |                                 |                                 |                                 |                                 |                                 |                                 |                                 |                                 |                                 |                                 |                                 |                                 |                                 |                                 |                                 |                                 |                                 |                                 |                                 |                                 |                                 |                                 |                                 |                                 |                                 |                                 |                                 |                                 |                                 |                                 |                                 | E71                             | E71                             | E71                             | E71                             | E71                             | E71                             | F16                             | F16                             | F16                             | F16                             | F16                             | F16                             | G06                             | G06                             | G06                             | G06                             | G06                             |                                 |                                 |
| SUV                             | X7                              |                                 |                                 |                                 |                                 |                                 |                                 |                                 |                                 |                                 |                                 |                                 |                                 |                                 |                                 |                                 |                                 |                                 |                                 |                                 |                                 |                                 |                                 |                                 |                                 |                                 |                                 |                                 |                                 |                                 |                                 |                                 |                                 |                                 |                                 |                                 |                                 |                                 |                                 |                                 |                                 |                                 |                                 |                                 |                                 |                                 |                                 |                                 |                                 |                                 |                                 |                                 |                                 |                                 |                                 |                                 |                                 |                                 |                                 |                                 |                                 |                                 |                                 |                                 |                                 |                                 |                                 | G07                             | G07                             | G07                             | G07                             | G07                             | G07                             | G07                             |                                 |                                 |
| SUV                             | iX                              |                                 |                                 |                                 |                                 |                                 |                                 |                                 |                                 |                                 |                                 |                                 |                                 |                                 |                                 |                                 |                                 |                                 |                                 |                                 |                                 |                                 |                                 |                                 |                                 |                                 |                                 |                                 |                                 |                                 |                                 |                                 |                                 |                                 |                                 |                                 |                                 |                                 |                                 |                                 |                                 |                                 |                                 |                                 |                                 |                                 |                                 |                                 |                                 |                                 |                                 |                                 |                                 |                                 |                                 |                                 |                                 |                                 |                                 |                                 |                                 |                                 |                                 |                                 |                                 |                                 |                                 |                                 |                                 |                                 | I20                             | I20                             | I20                             | I20                             |                                 |                                 |